# 宁远街道 (铁西区)
宁远镇，是中华人民共和国辽宁省鞍山市铁西区下辖的一个乡镇级行政单位。

## 行政区划
宁远镇下辖以下地区：
张忠堡村、张忠堡回族村、新堡村、小台子村、二台子村、大阳气村、包董岳村、双楼台村和孙周新村。